# Доктор Кто (7-й сезон)
Премьера седьмого сезона британского научно-фантастического телесериала «Доктор Кто» состоялась 1 сентября 2012 года на каналах BBC One, BBC America и Space с показом серии «Изолятор далеков», а заключительный эпизод «Имя Доктора» вышел в эфир 18 мая 2013 года. В отличие от других сезонов данный сезон принято делить на две половины, между которыми вышел рождественский выпуск 2012 года — «Снеговики». Показ первых пяти серий, во время событий которых Доктор путешествовал со своими спутниками Эми и Рори, завершился 29 сентября 2012 года. Оставшиеся восемь серий, в которых у Повелителя времени уже новая спутница — Клара Освальд — были показаны начиная с 30 марта 2013 года.
Сезон стал последним для актёров Мэтта Смита, Карен Гиллан и Артура Дарвилла, исполняющих роли Одиннадцатого Доктора, Эми Понд и Рори Уильямса соответственно. Гиллан и Дарвилл покинули шоу после выхода пятого эпизода сезона, «Ангелы захватывают Манхэттен», на замену им создатели сериала взяли актрису Дженну Коулман в роли Клары Освальд. Смит был задействован в съёмках до конца сезона, также сыграв своего персонажа в спецвыпусках 2013 года, в том числе в рождественской серии «Время Доктора», в которой Одиннадцатый Доктор регенерирует в Двенадцатого (сыгранного шотландским актёром Питером Капальди).

## Эпизоды
В отличие от подавляющего большинства других сезонов телесериала, седьмой сезон был разделён на две половины: показ первой из них стартовал 1 сентября 2012 года с выходом на экраны эпизода «Изолятор далеков» и завершился 29 сентября 2012 года трансляцией пятого эпизода сезона, «Ангелы захватывают Манхэттен». 25 декабря 2012 года был показан рождественский выпуск «Снеговики», первый со дня возрождения шоу, который вышел в пределах сезона. Премьера второй половины сезона состоялась 30 марта 2013 года, когда был показан шестой эпизод под названием «Колокола Святого Иоанна». Сезон завершился с выходом эпизода «Имя Доктора», впервые транслировавшегося 18 мая 2013 года. За всю истории программы это первый сезон, серии которого являются независимыми историями и не связаны общей сюжетной аркой.
| № | #       | Название                                                            | Режиссёр         | Сценарист     | Зрителей (миллионов) | Индекс оценки (из 100) | Дата выхода в эфир    |
| Часть 1 | Часть 1 | Часть 1                                                             | Часть 1          | Часть 1       | Часть 1              | Часть 1                | Часть 1               |
| --- | ------- | ------------------------------------------------------------------- | ---------------- | ------------- | -------------------- | ---------------------- | --------------------- |
| 226 | 1       | «Изолятор далеков» «Asylum of the Daleks»                           | Ник Харран       | Стивен Моффат | 8,33                 | 89                     | 1 сентября 2012 года  |
| Доктора похищают его заклятые враги и вынуждают взяться за невероятную миссию: войти в место, куда боятся заходить все далеки — Изолятор. Это планета-тюрьма для удержания самых безумных и страшных далеков, и оттуда должны найти выход Доктор и Понды. Однако отношения Эми и Рори переживают кризис, и с приближением армии сумасшедших далеков лишь Доктор может спасти как жизни Пондов, так и их брак.                                                                  |         |                                                                     |                  |               |                      |                        |                       |
| 227 | 2       | «Динозавры на космическом корабле» «Dinosaurs on a Spaceship»       | Сол Мецстин      | Крис Чибнелл  | 7,57                 | 87                     | 8 сентября 2012 года  |
| Беспилотный корабль ждёт верная гибель, если Доктор вместе с командой авантюристов — охотником, египетской царицей и удивлённым членом семьи Пондов — не успеет спасти его и груз на его борту — динозавров. Но Доктор не знает, что на звездолёте есть тот, кто не остановится ни перед чем, чтобы защитить свой драгоценный доисторический груз. |         |                                                                     |                  |               |                      |                        |                       |
| 228 | 3       | «Город под названием Милосердие» «A Town Called Mercy»              | Сол Мецстин      | Тоби Уайтхауз | 8,42                 | 85                     | 15 сентября 2012 года |
| Неожиданно для себя Доктор становится шерифом города на Диком Западе, который терроризирует безжалостный киборг, называющий себя Стрелком. Понять, кто он такой и чего хочет, Доктору поможет таинственный Кала-Джекс — инопланетный доктор, появление которого окутано тайной. |         |                                                                     |                  |               |                      |                        |                       |
| 229 | 4       | «Сила трёх» «The Power of Three»                                    | Дуглас Маккиннон | Крис Чибнелл  | 7,67                 | 87                     | 22 сентября 2012 года |
| Доктор и Понды ломают голову над невероятным вторжением на Землю – повсюду неожиданно появляются миллионы зловещих чёрных кубов, упавших с неба, словно дары. Но что это за кубы, что скрыто внутри них и, самое главное, кто их прислал? Мировая общественность в растерянности, и лишь Доктору под силу выяснить, кто стоит за этой загадкой. |         |                                                                     |                  |               |                      |                        |                       |
| 230 | 5       | «Ангелы захватывают Манхэттен» «The Angels Take Manhattan»          | Ник Харран       | Стивен Моффат | 7,82                 | 88                     | 29 сентября 2012 года |
| Душераздирающее прощание Доктора с Пондами: гонка со временем по улицам Манхэттена, в то время как вокруг них оживают статуи Нью-Йорка. Жизнь Рори в опасности, Эми и Доктор должны найти его, пока не стало слишком поздно. К счастью, им помогает и указывает правильный путь старый друг. |         |                                                                     |                  |               |                      |                        |                       |
| Рождественский спецвыпуск (2012) |         |                                                                     |                  |               |                      |                        |                       |
| 231 | —       | «Снеговики» «The Snowmen»                                           | Сол Мецстин      | Стивен Моффат | 9,87                 | 87                     | 25 декабря 2012 года  |
| Канун Рождества 1892 года, снег падает как из сказки. Когда сказка становится кошмаром и леденящая кровь опасность угрожает Земле, за помощью к Доктору обращается неординарная молодая гувернантка Клара. Но Доктор затворился в трауре и решил не вмешиваться в проблемы вселенной. Действительно ли Доктор отвернётся от человечества после возвращения старых друзей, или же он будет сражаться, чтобы спасти мир — и Рождество — от ледяных лап этой таинственной угрозы? |         |                                                                     |                  |               |                      |                        |                       |
| Часть 2 |         |                                                                     |                  |               |                      |                        |                       |
| 232 | 6       | «Колокола Святого Иоанна» «The Bells of Saint John»                 | Колм Маккарти    | Стивен Моффат | 8,44                 | 87                     | 30 марта 2013 года    |
| В поисках Клары Освальд Доктор появляется в современном Лондоне, где повсюду Wi-Fi. Человечество живёт в супе из Wi-Fi. Но в сигналах таится что-то опасное, захватывающее разумы людей. Пока Клара становится мишенью этой коварной угрозы, Доктор спешит спасти её и весь мир от древнего врага. |         |                                                                     |                  |               |                      |                        |                       |
| 233 | 7       | «Кольца Акатена» «The Rings of Akhaten»                             | Фаррен Блэкберн  | Нил Кросс     | 7,45                 | 84                     | 6 апреля 2013 года    |
| Клара хочет увидеть что-то потрясающее, поэтому Доктор отвозит её на обитаемые кольца планеты Акатен, где в самом разгаре Фестиваль подношений. Клара встречается с молодой Королевой лет, в то время как паломники и местные жители готовятся к церемонии. Но в пирамиде что-то шевелится, и скоро потребуется жертвоприношение. |         |                                                                     |                  |               |                      |                        |                       |
| 234 | 8       | «Холодная война» «Cold War»                                         | Дуглас Маккиннон | Марк Гэтисс   | 7,37                 | 84                     | 13 апреля 2013 года   |
| Доктор и Клара приземляются в 1983 году на повреждённой русской подводной лодке, которая выходит из под-контроля, уходя в океанские глубины. На борту оказывается инопланетное существо, вырвавшееся из глыбы арктического льда. Ситуация накаляется, на борту груз ядерного оружия, и в опасности не только экипаж, но и весь мир. |         |                                                                     |                  |               |                      |                        |                       |
| 235 | 9       | «Прячься» «Hide»                                                    | Джейми Пейн      | Нил Кросс     | 6,61                 | 85                     | 20 апреля 2013 года   |
| Клара и Доктор прибывают в особняк Калиберн, дом с привидениями, одиноко стоящий на пустынном болоте. В его стенах профессор — охотник за привидениями — и одарённый экстрасенс ищут Ведьму Колодца. Её призрак появляется на протяжении всей истории этого здания, но на самом ли деле она призрак? И что её преследует? |         |                                                                     |                  |               |                      |                        |                       |
| 236 | 10      | «Путешествие к центру ТАРДИС» «Journey to the Centre of the TARDIS» | Мэт Кинг         | Стив Томпсон  | 6,52                 | 85                     | 27 апреля 2013 года   |
| Космический корабль спасательной команды притягивает ТАРДИС на свой борт, расплавляя её системы. Когда Доктор находит снаружи пёструю спасательную команду, он понимает, что Клара всё ещё заперта в его неисправном корабле, и за ней гонится опасная группа бессердечных монстров. У него есть только 30 минут, чтобы найти Клару и спасти ТАРДИС от самоуничтожения. |         |                                                                     |                  |               |                      |                        |                       |
| 237 | 11      | «Багровый ужас» «The Crimson Horror»                                | Сол Мецстин      | Марк Гэтисс   | 6,47                 | 85                     | 4 мая 2013 года       |
| Что-то странное есть в заводе Свитвилля миссис Гиллифлауэр с его совершенно чистыми улицами и красивыми людьми. Что ещё более странно, так это тела, выбрасывающиеся на берег реки, ярко-красные и похожие на воск. Когда Доктор и Клара пропадают без вести, их спасение зависит от Вастры, Дженни и Стракса, пока они также не стали жертвами Багрового ужаса. |         |                                                                     |                  |               |                      |                        |                       |
| 238 | 12      | «Серебряный кошмар» «Nightmare in Silver»                           | Стивен Вулфенден | Нил Гейман    | 6,64                 | 84                     | 11 мая 2013 года      |
| «Мир чудес Хеджвика» был когда-то лучшим парком аттракционов в галактике, но сейчас это полуразвалившийся дом для захудалого балаганщика, играющего в шахматы карлика и дисфункционального армейского взвода. Когда прибывают Доктор, Клара, Арти и Энджи, меньше всего они ожидают возрождение одних из старейших врагов Доктора. Киберлюди возвращаются. |         |                                                                     |                  |               |                      |                        |                       |
| 239 | 13      | «Имя Доктора» «The Name of the Doctor»                              | Сол Мецстин      | Стивен Моффат | 7,45                 | 88                     | 18 мая 2013 года      |
| Клару вызывают на невозможную встречу и сообщают ей, что к Вастре, Дженни и Страксу приближаются беспощадные шептуны. Кто-то похищает друзей Доктора, направляя его в такое место во времени и пространстве, в которое ему никогда не следует попадать. Это — смертельная ловушка, угрожающая разрушить его прошлое, настоящее и будущее. |         |                                                                     |                  |               |                      |                        |                       |

### Мини-эпизоды
| Название | Режиссёр    | Сценарист           | Дата выхода                                                                   |
| --- | ----------- | ------------------- | ----------------------------------------------------------------------------- |
| «На вес золота» «Good as Gold» | Сол Мецстин | Ученики школы Эшден | 24 мая 2012 года                                                              |
| Эми пытается убедить Доктора заняться чем-то кроме как работать, у неё это получается и Повелитель времени начинает дёргать выключатели на консоли ТАРДИС. В результате машина времени материализуется посреди стадиона во время открытия Летних олимпийских игр 2012 года. В дверь вбегает испуганный факелоносец, утверждающий, что его преследует. Преследователем оказывается Плачущий Ангел и Доктор уничтожает его при помощи звуковой отвёртки. Благодарный бегун продолжает свой путь, отдав спасителю свою золотую медаль. Прежде чем Доктор и Эми отправятся дальше, ангел начинает восстанавливаться.                                                                                            |             |                     |                                                                               |
| «Жизнь Пондов» «Pond Life» | Сол Мецстин | Крис Чибнелл        | 27-31 августа 2012 года (онлайн) 1 сентября 2012 года (сервис BBC Red Button) |
| Состоящий из пяти короткометражных частей мини-сериал, рассказывающий о жизни спутников Доктора, Эми Понд и Рори Уильямса, в те дни, когда Повелитель времени не вовремя появляется у них дома либо связывается с ними. Чаще всего это связано с непредвиденными сбоями в работе ТАРДИС, но иногда он ставит их в действительно неловкое положение (например, в одной из серий он оставляет у них уда, который начал прислуживать Пондам, к великому неудовольствию последних). В последней серии Эми и Рори разрывают отношения, хотя позвонивший им Доктор считает, что «у Пондов всегда всё в порядке».                                                                                                  |             |                     |                                                                               |
| «Постскриптум» «P.S.» | TBA         | Крис Чибнелл        | 12 октября 2012 года (онлайн)                                                 |
| Анимированный мини-эпизод, созданный на основе сценария Криса Чибнелла для одной из сцен эпизода «Сила трёх». Сюжет рассказывает о событиях, произошедших через неделю после «медленного вторжения». Отец Рори, Брайан, открывает дверь человеку средних лет, который протягивает ему письмо от Эми и Рори, застрявших в 1930-х, и оказывается их приёмным сыном, а следовательно — внуком Брайана. |             |                     |                                                                               |
| «Боги дождя» «Rain Gods» | TBA         | Нил Гейман          | 24 сентября 2012 года (home video release)                                    |
| Доктор, путешествуя вместе с Ривер Сонг, случайно оказывается на планете Богов Дождя и обоих должны принести в жертву этим богам. |             |                     |                                                                               |
| «Клара и ТАРДИС» «Clara and the TARDIS» | TBA         | Стивен Моффат       | 24 сентября 2012 года (home video release)                                    |
| После того, как её спальня внутри ТАРДИС загадочным образом исчезла, Клара направляется в контрольную комнату, чтобы потребовать у живой машины времени объяснений. Голосовой интерфейс попеременно принимает вид различных спутников Доктора, после чего Освальд отправляется искать спальню в одиночестве. Однако ни в эту, ни на следующую ночь она не достигла особых успехов. Более того, девушке кажется, что она всё ещё уставшая и даже сильнее выбилась из сил. Контрольная комната постепенно заполняется будущими версиями спутницы Доктора, ни одна из них до сих пор не нашла свою спальню. |             |                     |                                                                               |
| «Инфорарий» «The Inforarium» | TBA         | Стивен Моффат       | 24 сентября 2012 года (home video release)                                    |
| Охранник особо секретного хранилища информации под названием «Инфорарий» замечает взлом системы. Попытавшись определить источник он видит маленькую голограмму Доктора, который объясняет ему, что пытается стереть информацию о себе из каждой базы данных во вселенной. Охранник возражает, так как все данные в Инфорарии синхронизируются и их невозможно удалить, на что Повелитель времени отвечает утверждением, что он вместо удаления надёжно защитил данные Инфорария о себе. Для этого он использовал приём, благодаря которому известны агенты Тишины — любой, кто увидит эту информацию, помнит её только пока видит на экране. После Доктор отвлекает охранника и события начинаются сначала. |             |                     |                                                                               |

### Приквелы
| Название | Режиссёр          | Сценарист     | Дата выхода                                                               |
| --- | ----------------- | ------------- | ------------------------------------------------------------------------- |
| «Приквел к серии „Доктор, вдова и платяной шкаф"» «The Doctor, The Widow and the Wardrobe Prequel» | Маркус Уилсон     | Стивен Моффат | 6 декабря 2011 года (онлайн)                                              |
| Доктор, находясь на космическом корабле, звонит Эми и Рори, так как удерживает красную кнопку и если он её отпустит, то корабль взорвётся и Повелитель времени погибнет. |                   |               |                                                                           |
| «Приквел к серии „Изолятор далеков"» «Asylum of the Daleks Prequel» | Сол Мецстин       | Стивен Моффат | 2 сентября 2012 года (iTunes, Zune и Amazon Video)                        |
| Доктор пьёт чай, когда его находит посыльный, который сообщает Повелителю времени, что его разыскивает Дарла фон Карлсен, дочь которой попала в беду. Он даёт координаты места, где это произошло, и Доктор с ужасом понимает, что они ведут к планете Скаро. |                   |               |                                                                           |
| «Создание Стрелка» «The Making of The Gunslinger» | Нил Гортон        | Тоби Уайтхауз | 16 сентября 2012 года (iTunes, Zune и Amazon Video)                       |
| На планете Кала уже долгое время бушует гражданская война. Чтобы прекратить её, группа учёных во главе с Кала-Джексом создаёт солдат-киборгов. Сюжет в большей степени сосредоточен на создании киборга, жителям Милосердия («Город под названием Милосердие») известного как Стрелок. Каждый этап превращения сопровождается философскими измышлениями Кала-Джекса. |                   |               |                                                                           |
| «Великий сыщик» «The Great Detective» | Маркус Уилсон     | Стивен Моффат | 16 ноября 2012 года (BBC One)                                             |
| Приквел к рождественскому спецвыпуску «Снеговики». Вастра, Дженни и Стракс пытаются уговорить неизвестного заняться странными происшествиями, происходящими вокруг, но допускают, что им может быть дано вполне логичное объяснение. Неизвестный оказывается Доктором, который после событий эпизода «Ангелы захватывают Манхэттен» укрылся в викторианской эпохе и не желает больше заниматься проблемами Вселенной.                                                                   |                   |               |                                                                           |
| «Вастра ведёт расследование» «Vastra Investigates» | Джон Хейес        | Стивен Моффат | 17 декабря 2012 года(онлайн) 20 декабря 2012 года (сервис BBC Red Button) |
| Приквел к рождественскому спецвыпуску «Снеговики». Вастра, Дженни и Стракс завершают очередное расследование для Скотланд-Ярда. Вастра раскрывает инспектору всю правду о себе и Страксе, о том, как она оказалась в Лондоне и какие отношения её связывают с Дженни. |                   |               |                                                                           |
| «Колокола Святого Иоанна: Приквел» «The Bells of Saint John – A Prequel» | Джон Хейес        | Стивен Моффат | 23 марта 2013 года (онлайн) 29 марта 2013 года (сервис BBC Red Button)    |
| Доктор устал искать Клару и решает побыть в тишине. Он идёт на детскую площадку, где находит маленькую девочку, которая подсказывает ему, что делать. Повелитель времени не подозревает, что это и была Клара Освальд. |                   |               |                                                                           |
| «Битва в Прибежище Демонов: Два дня спустя» «'The Battle of Demon's Run – Two Days Later'» | Маркус Уилсон     | Стивен Моффат | 25 марта 2013 года (iTunes, Zune и Amazon Video)                          |
| Приквел к рождественскому спецвыпуску «Снеговики», цель которого — объяснить как Стракс оказался в Лондоне XIX века. Сонтаранец очнулся спустя два дня после ранения в битве на астероиде Прибежище Демонов (события эпизода «Хороший человек идёт на войну») и выясняет, что полностью здоров и может вернуться к своим обязанностям. Вастра и Дженни предлагают ему альтернативу — отправиться вместе с ними в их время и помогать в расследованиях преступлений. Стракс соглашается. |                   |               |                                                                           |
| «Она сказала, он сказал» «She Said, He Said» | Сол Мецстин       | Стивен Моффат | 11 мая 2013 года (сервис BBC Red Button)                                  |
| Приквел к эпизоду «Имя Доктора». Доктор и Клара поочерёдно высказываются по поводу того, как мало они знают друг о друге. Всё представлено таким образом, будто их собеседниками являются сами зрители. При этом пока один из них говорит на камеру, второй стоит неподвижно. |                   |               |                                                                           |
| «Кларенс и шептуны» «Clarence and the Whispermen» | Стивен Вульфенден | Стивен Моффат | 26 мая 2013 года (home video release)                                     |
| Приквел к серии «Имя Доктора». Шептуны подходят к Кларенсу, который находится в тюрьме, показывая ему координаты Трензалора, куда он должен заставить прибыть Доктора. |                   |               |                                                                           |

## Кастинг
Седьмой сезон стал для Мэтта Смита третьим по счёту, в котором он сыграл своего персонажа — одиннадцатое воплощение Доктора. Карен Гиллан и Артур Дарвилл, исполнявшие роли Эми Понд и Рори Уильямса соответственно, покинули шоу после выхода пятого эпизода. Данное решение, по словам Гиллан, было принято по взаимному согласию между ней и шоураннером сериала, Стивеном Моффатом. При этом актриса попросила сценаристов исключить всякую возможность возвращения её персонажа в будущем, даже на короткий срок.
21 марта 2012 года было объявлено, что в качестве нового спутника их заменит Дженна Коулман. Прослушивание на роль было тайным — считалось, что актриса пробуется на роль в фильме Men on Waves, что является анаграммой от Woman Seven. Моффат утвердил её после того, как заметил своеобразную «химию» между ней и Смитом, а также потому, что она могла говорить быстрее него. По заявлению шоураннера новая спутница будет отличаться от всех других спутников Доктора. Несмотря на то, что Дженна Коулман должна была дебютировать только в рождественском спецвыпуске 2012 года, в премьере сезона появился персонаж Освин Освальд, которого также сыграла Коулман и чья внешность хранилась втайне до самого выхода эпизода на экраны. После прослушивания создатели сказали актрисе, что она сыграет гувернантку по имени Джесмен, а затем дополнительно попросили прослушаться на роль Клары и Освин. Первоначально Коулман считала, что это было сделано для того, чтобы понять, какой персонаж для неё лучше подойдёт, но потом поняла, что это было частью «слегка мистического» плана Моффата.
Среди приглашённых звёзд можно заметить Дэвида Гяси, Руперта Грейвса, Дэвида Брэдли, Риэнн Стил, Бена Браудера, Эдриана Скарбороу, Гаррика Хэгана, Стивена Беркоффа и др. Марк Уильямс в нескольких эпизодах сыграл роль отца Рори, Брайана. Алекс Кингстон вернулась к роли Ривер Сонг, появившись в последнем для Эми и Рори эпизоде и в финале сезона. Ричард Э. Грант и Том Уорд, а также Камерон Стреффорд и Иэн Маккелен, присоединились к актёрскому составу рождественского спецвыпуска «Снеговики». Грант позднее вернулся в премьере второй части и финальной серии сезона .

## Производство

### Производственная команда и развитие идей
8 июня 2011 года ВВС продлила сериал «Доктор Кто» на седьмой сезон, состоящий из четырнадцати эпизодов. 25 декабря того же года на экраны вышел рождественский спецвыпуск «Доктор, вдова и платяной шкаф», исполнительными продюсерами которого стали Стивен Моффат, Пирс Венгер и Кэролайн Скиннер. Кэт Уиллис, которая была среди исполнительных продюсеров шестого сезона, покинула шоу после финальной серии, а Пир Венгер — после рождественского выпуска 2011 года; таким образом, в седьмом сезоне осталось только два исполнительных продюсера — Моффат и Скиннер. Место основного продюсера сезона снова занял Маркус Уилсон, серии «Колокола Святого Иоанна», «Кольца Акатена», «Серебряный кошмар» и «Имя Доктора» также продюсировал Денис Пол. 12 марта 2012 года, когда седьмой сезон был готов уже наполовину, производственная команда переехала в новую кардиффскую студию BBC, Roath Lock. Первым эпизодом, снятым в этой студии стал рождественский спецвыпуск «Снеговики», в котором впервые появился персонаж Коулман. Однако фактически первым для актрисы стал эпизод «Прячься», автором сценария которого является Нил Кросс. Согласно утверждению Моффата, появление нового спутника «слегка [обновит] шоу» и «заставит вас взглянуть на Доктора с другой стороны».
Моффат раскрыл, что, в отличие от шестого сезона, каждая серия которого является главой одной единой истории, эпизоды седьмого сезона не будут связаны друг с другом. Идею создателям преподнёс один из фанатов, который, просмотрев серию «Хороший человек идёт на войну» и увидев в конце название следующего эпизода («Давай убьём Гитлера»), назвал это «проституцией» при помощи «больших, огромных, безумных идей» и «сценария, похожего на постеры к фильмам». В результате, как признался Тоби Уайтхауз, сценарист третьего эпизода сезона, Моффат решил, что каждая серия будет похожа на маленький фильм и, как следствие, впитает в себя жанровые особенности различных фильмов. Отсутствие связи между эпизодами исключало всякую возможность ввести двухчастные истории или арку сезона. Дэн Мартин, рецензент из The Guardian, отметил, что основной целью сезона было именно «сжатое пересказывание историй»; также критик признал, что по его мнению, один эпизод «Изолятор далеков» рассказал зрителям больше, чем некоторые состоящие из четырёх эпизодов серии классического сериала.

### Дизайн
Для первых пяти эпизодов были придуманы своеобразные «блокбастерные» темы, в соответствии с которыми логотип сериала окрашивался либо приобретал фактуру в зависимости от того, что было указано в названии (например, логотип сериала в заставке «Изолятора далеков» был стилизован под текстуру оболочки далеков). Временная воронка в заставке приобрела синий с зелёным оттенок. Начиная со «Снеговиков», изменился и интерьер ТАРДИС, а также заставка, на которой можно заметить кадры из последней серии 26 сезона классического «Доктора Кто». Кроме того, начальная тема сериала стала звучать более гармонично. Моффат отметил, что, по его мнению, новый дизайн машины времени является своего рода «прогрессивной причудой» и благодаря ему она напоминает в большей степени «волшебное место», чем механизм. Этот дизайн был разработан художником Майклом Пиквудом, который назвал его «более тёмным и капризным», а также признался, что целью было облегчить съёмочной группе доступ к «галерее». Благодаря новому облику вход в ТАРДИС стал более центральным, а главная консоль машины времени вернулась к знакомому по классическим сериям виду.
В рождественском свецвыпуске Доктор облачился в фиолетовый костюм викторианского стиля, который Смит описал как «будто бы Доктору повтречался Артфул Доджер». Сам Моффат назвал костюм «прогрессом», так как у Доктора «иной этап в жизни», он «повзрослел», относится к окружающим более отечески. Во второй половине сезона Моффат надеялся показать Доктора, который от эпизода к эпизоду носит не совсем ту же самую одежду, подобно тому, как Третий Доктор (Джон Пертви) и Четвёртый Доктор (Том Бэйкер) одевались не всегда одинаково, но в то же время сохраняли какое-то единое представление об «облике».

### Съёмки
Съёмки седьмого сезона стартовали 20 февраля 2012 года. Первый производственный блок составило создание второго и третьего эпизодов сезона, режиссёром обоих был назначен Сол Мецстин. Большая часть сцен, действие которых происходит на Диком Западе, было снято в пустынной области Алмерия (Испания), в которой воссозданы улицы города тех времён — это место не раз служило декорациями различных фильмов в жанре вестерн. Как оказалось, поездка в Испанию оказалась намного дешевле, чем если бы создатели шоу построили нужные декорации в Великобритании. Съёмки «Ангелы захватывают Манхэттен», пятого эпизода в сезоне и последнего с участием Эми и Рори, проходили в апреле 2012 года, в Центральном парке Нью-Йорка, а также в Университете Кардиффа и на кладбище в Лланелли. Следующим снимался четвёртый эпизод, единственный в третьем производственном блоке. Согласно информации, предоставленной Doctor Who Magazine, съёмки рождественского спецвыпуска станут частью четвёртого производственного блока. В конце мая 2012 года Коулман была замечена на съёмках в поместье, находящемся в Вейл-оф-Гламорган, в результате чего прошёл слух, что именно там проходят съёмки «Снеговиков» . Позже этот слух был опровергнут Нилом Кроссом, после того, как он подтвердил, что первым для актрисы станет эпизод «Прячься» (сценаристом которого является Кросс), съёмки которого проходят в Вейл-оф-Гламорган а также в южно-валлийском Маргам Кантри Парк. Также было подтверждено, что Моффат на тот момент ещё дорабатывал сценарий рождественского спецвыпуска. Съёмки эпизодов «Холодная война» и «Багровый ужас» проходили в июле 2012 года, в то время как съёмки «Снеговиков» начались 6 августа. Производство «Путешествия к центру ТАРДИС» завершилось 24 сентября 2012 года, «Колоколов Святого Иоанна» — 16 октября 2012 года. «Кольца Акатена» стали 100-м эпизодом, согласно графику съёмок, однако согласно графику показов 100-м стал эпизод «Багровый ужас». Съёмки «Серебряного кошмара», в котором был представлен новый облик киберлюдей, проходили в начале ноября 2012 года.
Производственные блоки седьмого сезона (в хронологическом порядке):
| Блок | Эпизоды                                                             | Режиссёр                      | Сценарист                  | Продюсер      |
| ---- | ------------------------------------------------------------------- | ----------------------------- | -------------------------- | ------------- |
| X    | «Доктор, вдова и платяной шкаф»                                     | Фаррен Блэкберн               | Стивен Моффат              | Маркус Уилсон |
| 1    | «Динозавры на космическом корабле» «Город под названием Милосердие» | Сол Мецстин                   | Крис Чибнелл Тоби Уайтхауз | Маркус Уилсон |
| 2    | «Изолятор далеков» «Ангелы захватывают Манхэттен»                   | Ник Харран                    | Стивен Моффат              | Маркус Уилсон |
| 3    | «Сила трёх»                                                         | Дуглас МакКиннон              | Крис Чибнелл               | Маркус Уилсон |
| 4    | «Прячься» «Холодная война»                                          | Джейми Пэйн Дуглас МаКиннон   | Нил Кросс Марк Гэтисс      | Маркус Уилсон |
| 5    | «Багровый ужас» «Снеговики»                                         | Сол Мецстин                   | Марк Гэтисс Стивен Моффат  | Маркус Уилсон |
| 6    | «Путешествие к центру ТАРДИС»                                       | Мэт Кинг                      | Стивен Томпсон             | Маркус Уилсон |
| 7    | «Колокола Святого Иоанна» «Кольца Акатена»                          | Колм МакКарти Фаррен Блэкберн | Стивен Моффат Нилл Кросс   | Дэнис Пол     |
| 8    | «Серебряный кошмар» «Имя Доктора»                                   | Стивен Вулфенден Сол Мецстин  | Нил Гейман Стивен Моффат   | Дэнис Пол     |

## Продвижение
В марте 2012 года прошла официальная конвенция «Доктора Кто», на которой Смит, Гиллан, Дарвилл, Моффат и Скиннер активно привлекали внимание к сезону. На конвенции состоялась премьера первого официального трейлера седьмого сезона. 8 июня, 11 июня и 13 июня вышли три промофото, на которых были изображены Смит и Коулман. 25 июня, в рамках Международного комик-кона в Сан-Диего 2012 года, прошли показы нового видеоролика, представляющего собой нарезку моментов из второго и третьего эпизодов сериала. Второй трейлер сезона транслировался каналом BBC 2 августа, в рамках освещения событий Олимпийских игр в Лондоне. Утром того же дня в сети появился 90-секундный видеоролик и промофото к седьмому сезону. С 23 по 25 августа посетители Эдинбургского международного телефестиваля MediaGuardian имели возможность посмотреть готовый к показу эпизод «Изолятор далеков», а ещё раньше, 14 августа, ту же возможность имели посетители BFI Southbank. 25 августа состоялись показы эпизода в Нью-Йорке. После трансляции в BFI, на официальном сайте «Доктора Кто» появилось около 20 фото в высоком разрешении, на которых запечатлены сцены из первых пяти эпизодов. 18 августа 2012 года (короткая версия) и 25 августа 2012 года (длинная версия) был выпущен официальный тизер «Изолятора далеков». 29 августа 2012 года, ровно в полночь, BBC разместила на своём сайте официальные постеры к первым пяти эпизодам.
Трейлер ко второй половине сезона был продемонстрирован сразу после окончания рождественского спецвыпуска «Снеговики». 16 марта 2013 года состоялась премьера второго трейлера. Постер и название эпизода «Колокола Святого Иоанна» были опубликованы ещё 1 марта . Подробности о самом эпизоде было запрещено раскрывать до 18 марта 2013 года, хотя демонстрация «Колоколов Святого Иоанна» для прессы состоялась уже 15 марта 2013 года. 18 марта были опубликованы официальные постеры к эпизодам 7-10, а приквел и трейлер к премьере второй половины седьмого сезона стали доступны только 23 марта 2013 года. 18 апреля были выложены в сеть официальный постеры эпизодов 11-13, а на следующий день появился постер и раскрыто название «Имени Доктора». Приквел к этому эпизоду, «Она сказала, он сказал», стал доступен, начиная с 11 мая 2013 года на сервисе BBC Red Button, а также онлайн. Пользователи BBC Red Button могли просматривать приквел каждый вечер с 19:40 до полуночи вплоть до выхода самой серии 18 мая 2013 года..

## Показ
В марте 2012 года на официальном аккаунте сериала в социальной сети Twitter появилась информация о том, что в шесть эпизодов сезона, включая рождественский спецвыпуск, выйдут в 2012 году, остальные восемь эпизодов — в 2013 году. В июле 2012 года Смит раскрыл, что премьера сезона планируется на август, однако позднее Моффат объявил, что она перенесена на сентябрь. Причиной этого решения отчасти было то, что более тёмные осенние ночи благотворно скажутся на атмосфере программы, а отчасти связано с тем, что классические сезоны первоначально выходили именно осенью. Решение разделить сезон на две половины было инициативой BBC, но тем не менее шоураннер признался, что был открыт для всего, что «встряхнёт [сериал]», а ожидание зрителей позволит сделать его «частью реальности».
Первый эпизод был показан на британском канале BBC One 1 сентября 2012 года, финал первой половины сезона — 29 сентября 2012 года. 25 декабря 2012 года состоялась премьера рождественского спецвыпуска «Снеговики». Показ серий седьмого сезона возобновился 30 марта 2013 года и продлился до 18 мая 2013 года, когда на экраны вышла серия «Имя Доктора», последняя в сезоне.

### Международный показ
Международный показ седьмого сезона «Доктора Кто» стартовал 1 сентября 2012 года с показами на американском канале BBC America и канадском Space. На следующий день, ровно в 5:10 утра, первый эпизод стал доступен на потоковом сервисе ABC iview. Австралийская премьера сезона состоялась 8 сентября 2012 года, на канале ABC1, 13 сентября 2012 года стартовали показы сезона по новозеландскому каналу Prime TV.
Рождественский спецвыпуск «Снеговики» был показан 25 декабря 2012 года на американском канале BBC America, и в тот же самый день — на канадском канале Space. На следующий день состоялись показы на каналах ABC1 (Австралия) и Prime TV (Новая Зеландия).
Премьерный эпизод второй половины сезона, «Колокола Святого Иоанна», транслировался 30 марта 2013 года на каналах BBC America и Space. 31 марта состоялись показы на австралийском канале ABC1, а также BBC Entertainment (ЮАР). В Новой Зеландии эпизод был показан 11 апреля 2013 года.

### Издания на DVD и Blu-Ray
Первым официальным релизом стало DVD-издание рождественского спецвыпуска 2011 года «Доктор, вдова и платяной шкаф», вышедшее 12 октября 2012 года. Вслед за ним на DVD и Blu-Ray были изданы серии с первой по пятую — «Сезон 7. Часть 1». Это издание увидело свет 29 октября 2012 года (Регион 2) и 13 ноября 2012 года (Регион 1). 27 мая 2013 года в Регионе 2 состоялся релиз на DVD и Blu-Ray оставшихся серий, включая «Снеговики», а 28 мая 2013 года — два отдельных (эпизоды и «Снеговики») издания вышло в Регионе 1. 12 мая 2013 года несколько экземпляров «Сезон 7. Часть 2» по ошибке было послано тем, кто заказал его через онлайн-магазин канала BBC America, в результате чего шоураннер сериала, Стивен Моффат, вынужден был попросить получателей не раскрывать сюжет заключительного эпизода (на тот момент ещё не транслировавшегося по ТВ), а «сохранить его в тайне». Издание на DVD и Blu-Ray полного седьмого сезона, включая «Доктора, вдову и платяной шкаф» и «Снеговиков», увидело свет 24 сентября 2013 года (Регион 1) и 28 октября 2013 года (Регион 2).
| Доктор Кто: Полный седьмой сезон | | | | | |
| Информация об издании | Информация об издании | Дополнительный контент | Дополнительный контент | Дополнительный контент | Дополнительный контент |
| - 15 эпизодов (включая «Доктора, вдову и платяной шкаф» и «Снеговиков») - Набор из 5 дисков - Изображение в формате 16:9 - Английские субтитры | - 15 эпизодов (включая «Доктора, вдову и платяной шкаф» и «Снеговиков») - Набор из 5 дисков - Изображение в формате 16:9 - Английские субтитры | - Комментарии к эпизодам «Снеговики», «Холодная война», «Прячься» и «Багровый ужас» - 14 съёмок из-за кулис - 7 приквелов - 3 мини-эпизода («Боги Дождя», «Клара и ТАРДИС», «Инфорарий») - 3 документальных эпизода («Доктор Кто в США», «Наука Доктора Кто», «Рождение Клары») - «Жизнь Пондов» - Доктор Кто на комик-коне в Сан-Диего - «На вес золота» (только для Региона 2) - Доктор Кто на The Nerdist (только для Региона 1) | - Комментарии к эпизодам «Снеговики», «Холодная война», «Прячься» и «Багровый ужас» - 14 съёмок из-за кулис - 7 приквелов - 3 мини-эпизода («Боги Дождя», «Клара и ТАРДИС», «Инфорарий») - 3 документальных эпизода («Доктор Кто в США», «Наука Доктора Кто», «Рождение Клары») - «Жизнь Пондов» - Доктор Кто на комик-коне в Сан-Диего - «На вес золота» (только для Региона 2) - Доктор Кто на The Nerdist (только для Региона 1) | - Комментарии к эпизодам «Снеговики», «Холодная война», «Прячься» и «Багровый ужас» - 14 съёмок из-за кулис - 7 приквелов - 3 мини-эпизода («Боги Дождя», «Клара и ТАРДИС», «Инфорарий») - 3 документальных эпизода («Доктор Кто в США», «Наука Доктора Кто», «Рождение Клары») - «Жизнь Пондов» - Доктор Кто на комик-коне в Сан-Диего - «На вес золота» (только для Региона 2) - Доктор Кто на The Nerdist (только для Региона 1) | - Комментарии к эпизодам «Снеговики», «Холодная война», «Прячься» и «Багровый ужас» - 14 съёмок из-за кулис - 7 приквелов - 3 мини-эпизода («Боги Дождя», «Клара и ТАРДИС», «Инфорарий») - 3 документальных эпизода («Доктор Кто в США», «Наука Доктора Кто», «Рождение Клары») - «Жизнь Пондов» - Доктор Кто на комик-коне в Сан-Диего - «На вес золота» (только для Региона 2) - Доктор Кто на The Nerdist (только для Региона 1) |
| Даты выхода на DVD | | | | | |
| Регион 1 | Регион 1 | Регион 2 | Регион 2 | Регион 4 | Регион 4 |
| 24 сентября 2013 года | 24 сентября 2013 года | 28 октября 2013 года | 28 октября 2013 года | 30 октября 2013 года | 30 октября 2013 года |

## Критика и отзывы
Марк Сноу из IGN в своём обзоре полного седьмого сезона «Доктора Кто» написал, что сезон был «шумным». И хотя «концепции хорошо закрепились в программе, явное наличие в каждом отдельном 50-минутном эпизоде жанровых особенностей различных фильмов сказалось на сюжете». В то же время он отметил, что сезон «преуспел там, где это действительно было нужно — в плане персонажей, гениальных идей, неожиданных поворотов, всего, что, подобно джазу, станет для нас самым выдающимся телевизионным событием за последние полвека». Журнал SFX назвал седьмой сезон «самой скрипучей цепью эпизодов начиная с 1988 года», но тем не менее рецензенты отметили «большое количество моментов, которыми можно насладиться». Обзор заканчивается следующими словами: «Благодаря „Имени Доктора“ мы получили всё, что ждали от 50-летней годовщины: нечто удивительное, захватывающее, витиеватое, ностальгическое. И в шоу всё это ещё осталось».

## Награды и номинации
В 2013 году художественная студия The Mill была номинирована на премию BAFTA Craft Awards в категории «Лучшие визуальные эффекты и графический дизайн», а Мюррей Голд — в категории «Оригинальный саундтрек для телевидения» (за создание музыки к эпизоду «Изолятор далеков»). В том же году эпизоды «Изолятор далеков», «Ангелы захватывают Манхэттен» и «Снеговики» были номинированы на премию «Хьюго» за лучшую постановку (малая форма). Кроме того, в 2013 году сериалу «Доктор Кто» была вручена премия Пибоди. На церемонии вручения 2013 TV Choice Awards сериал номинировался как «Лучшая драма», Мэтт Смит и Дженна Коулман получили номинации как лучшие актёр и актриса, соответственно за роли Доктора и Клары Освальд. Шоу выиграло в своей номинации, а также удостоилось награды Outstanding Contribution Award в честь 50-летней годовщины программы. Команда по работе над звуковыми эффектами, а также монтажёр Уильям Освальд (оба — за работу над рождественским спецвыпуском «Снеговики») были номинированы на премию 2013 BAFTA Cymru в соответствующих категориях. В 2014 году «Доктор Кто» получил Национальную телевизионную премию как «Лучшая драма», а Мэтт Смит — как «Лучший драматический актёр».

## Саундтрек
9 сентября 2013 года студией Silva Screen Records был выпущен официальный саундтрек сезона. На двух дисках издания были собраны треки авторства композитора сериала, Мюррея Голда, которые прозвучали во всех сериях сезона, за исключением рождественских. Саундтрек к рождественским спецвыпускам «Доктор, вдова и платяной шкаф» и «Снеговики» был выпущен 21 октября 2013 года отдельным изданием.